# Vesterålen Futsal
Il Vesterålen Futsal è una squadra norvegese di calcio a 5, con sede nell'arcipelago delle Vesterålen. Nella stagione 2017-2018 milita in Eliteserie, massimo livello del campionato.

## Storia
Il Vesterålen ha partecipato per la prima volta alla Futsal Eliteserien nel campionato 2015-2016. Il 5 dicembre 2015 ha giocato la prima partita in questa lega, perdendo per 4-3 contro il KFUM Oslo.

## Rosa
Aggiornata al campionato 2017-2018.
| N° | Naz.                | Ruolo | Sportivo                | Anno     |  |  |
| -- | ------------------- | ----- | ----------------------- | -------- |  |  |
| 1  | Norvegia (bandiera) | POR   | Martin Andre Haslevang  |          |  |  |
| 2  | Norvegia (bandiera) |       | Thomas Aloyseous        |          |  |  |
| 4  | Norvegia (bandiera) | PIV   | Adrian Pedersen         | 29.11.95 |  |  |
| 5  | Norvegia (bandiera) |       | Bjørn-Robert Albrektsen |          |  |  |
| 6  | Norvegia (bandiera) |       | Lasse Biti Næss         |          |  |  |
| 7  | Norvegia (bandiera) |       | Jørn Egil Persen        |          |  |  |
| 8  | Norvegia (bandiera) |       | Marius Jørgensen        |          |  |  |
| 10 | Norvegia (bandiera) | PIV   | Børge Henriksen         | 28.02.89 |  |  |
| 18 | Norvegia (bandiera) |       | Kristoffer Nessø        |          |  |  |
| 20 | Norvegia (bandiera) |       | Julian Aloyseous        |          |  |  |
| 22 | Norvegia (bandiera) |       | Anders Jørgensen        |          |  |  |
| 23 | Norvegia (bandiera) | UNI   | Jonathan Barlow         | 07.12.91 |  |  |